# Belgische federale verkiezingen 2014/Kandidatenlijst/N-VA
Dit zijn de kandidatenlijsten van de Nieuw-Vlaamse Alliantie voor de Belgische federale verkiezingen van 2014. De verkozenen staan vetgedrukt.

## Antwerpen

### Effectieven
1. Bart De Wever
2. Zuhal Demir
3. Peter De Roover
4. Bert Wollants
5. Sophie De Wit
6. Rob Van de Velde
7. Jan De Haes
8. Koen Metsu
9. Valerie Van Peel
10. Yoleen Van Camp
11. Rita Bellens
12. Christoph Molderez
13. André Gantman
14. Kristof Hendrickx
15. Joziena Bennenbroek-Slegers
16. Greet Michielsen
17. Patrick Van Den Abbeele
18. Mireille Colson
19. Linda Lauwers
20. Els Baeten
21. Freya Perdaens
22. Carine Leys
23. Koen Dillen
24. Jan Jambon

### Opvolgers
1. Johan Klaps
2. Els Verbist
3. Wim Van Der Donckt
4. Jeroen De Cuyper
5. Geert Geens
6. Caroline Janssens
7. Willem Wevers
8. Conny Robbens
9. Liesbeth Verstreken
10. Cindy Van Paesschen
11. Thannée Schaalje
12. Carl Geeraerts
13. Herman De Bode

## Brussel-Hoofdstad

### Effectieven
1. Luc Demullier
2. Sigrid Moerman
3. Lieven Van Mele
4. Greta Cresens
5. Tom Voncken
6. Ann De Deken
7. Aster Van De Velde
8. Margareta De Belder-Kura
9. André Sadones
10. Annelies Vanlouwe-Wostyn
11. Jos Verstraeten
12. Eli Vastenaekel
13. Eddy Lomax
14. Christiane Gabriels
15. Olivier Godfroid

### Opvolgers
1. Sander Roelandt
2. Aurélie Bom
3. Winold Demailly
4. Shahla Bagheri
5. Jean-Pierre De Saedeleer
6. Annemie Charlier
7. Bob Fabry
8. Judith Vermeulen
9. Johan Verwilghen

## Limburg

### Effectieven
1. Steven Vandeput
2. Karolien Grosemans
3. Peter Luykx
4. Veerle Wouters
5. Werner Janssen
6. Ann Baptist
7. Piet Van Berkel
8. Liliane Hinoul
9. Toni Fonteyn
10. Karen Alders
11. Marc Roppe
12. Frieda Brepoels

### Opvolgers
1. Wouter Raskin
2. Frieda Gijbels
3. Bart Vanhorenbeek
4. Mieke Claes
5. Pierke Joosten
6. Greta Vermeulen
7. Marc Penxten

## Oost-Vlaanderen

### Effectieven
1. Siegfried Bracke
2. Sarah Smeyers
3. Peter Dedecker
4. Peter Buysrogge
5. Goedele Uyttersprot
6. Joris Nachtergaele
7. Eva Paelinck
8. Jan Laceur
9. Annelies Biard
10. Veerle Baeyens
11. Hilde Lampaert
12. Klaartje Van Havermaet
13. Rufij Baeke
14. Kim Van Cauteren
15. Raf Spinoy
16. Karlien De Paepe
17. Joost Arents
18. Harry Caslo
19. Linda Detailleur
20. Christoph D'Haese

### Opvolgers
1. Nicole Maenhout
2. Koen D'Haenens
3. Marijke Henne
4. Jo Claes
5. Jasmien Jaques
6. Glenn Bogaert
7. Els Roegiers
8. Laurens Himpe
9. Erna Tindemans
10. Marc Verhamme
11. Lieven Bauwens

## Vlaams-Brabant

### Effectieven
1. Theo Francken
2. Kristien Van Vaerenbergh
3. Hendrik Vuye
4. Jan Spooren
5. Inez De Coninck
6. Sonia Van Laere
7. Johan Dewolfs
8. Lena Ghysels
9. Erik Rennen
10. Annick Geyskens
11. Marleen Van de Wiele
12. Allessia Claes
13. Stijn Quaghebeur
14. Johan Guldix
15. Luc Deconinck

### Opvolgers
1. Renate Hufkens
2. Guy Uyttersprot
3. Sigrid Slaus-Goethals
4. Anneleen Schellens
5. Philip Roosen
6. Frank Vannetelbosch
7. Jo Lories
8. Arnout Coel
9. Marleen Schouteden

## West-Vlaanderen

### Effectieven
1. Brecht Vermeulen
2. Daphné Dumery
3. Jan Vercammen
4. Koenraad Degroote
5. Rita Gantois
6. An Capoen
7. Wim Monteyne
8. Griet Vanryckegem
9. Wim Aernoudt
10. Kurt Himpe
11. Virginie Terrier
12. Nancy Vandamme-Vansteenkiste
13. Gudrun Platevoet
14. Jan Van Meirhaeghe
15. Charlotte Verkeyn
16. Pol Van Den Driessche

### Opvolgers
1. Gijs Degrande
2. Sophie Mespreuve
3. Matthias Priem
4. Jan Van Bruwaene
5. Mia Callewaert
6. Marieke Stubbe
7. Stefaan Bollaert
8. Ellen Devriendt
9. Filip Daem